# Акбикеш (каменное изваяние)
Акбикеш (каз. Ақбикеш) — каменное изваяние эпохи бронзы (IX—VII вв. до н. э.).

## Общее описание
Акбикеш расположен в 18 км к северо-востоку от аула Актау Жанааркинского района Карагандинской области.
Исследовано в 1978 году Центрально-Казахстанской археологической экспедицией (руководитель Ж. Курманкулов).
Акбикеш носит элементы бегазы-дандыбаевской культуры.